# Vladimír Šlechta
Vladimír Šlechta (ur. 5 sierpnia 1960 w Libercu) to czeski pisarz fantasy i science fiction. W roku 1984 ukończył České vysoké učení technické w Pradze na kierunku budowli hydrotechnicznych.
Pracował w działach projektowych instytucji zajmujących się gospodarką wodną w Czechach. Był także urzędnikiem w straży pożarnej, nauczycielem, a od roku 1999 zajmuje się projektowaniem budowli hydrotechnicznych.
Debiutował w roku 1993 w czasopiśmie Ikarie opowiadaniem pod tytułem Legendární zbraň. Wydana w roku 1999 powieść Projekt Bersekr ukazała się w Polsce pod tytułem Projekt Berserker nakładem lubelskiego wydawnictwa Fabryka Słów.